# Гайденгайм (Баварія)
Гайденгайм (нім. Heidenheim) — громада в Німеччині, розташована в землі Баварія. Підпорядковується адміністративному округу Середня Франконія. Входить до складу району Вайсенбург-Гунценгаузен. Складова частина об'єднання громад Ганенкамм.
Площа — 52,29 км2. Населення становить 2548 ос. (станом на 31 грудня 2020).

## Галерея

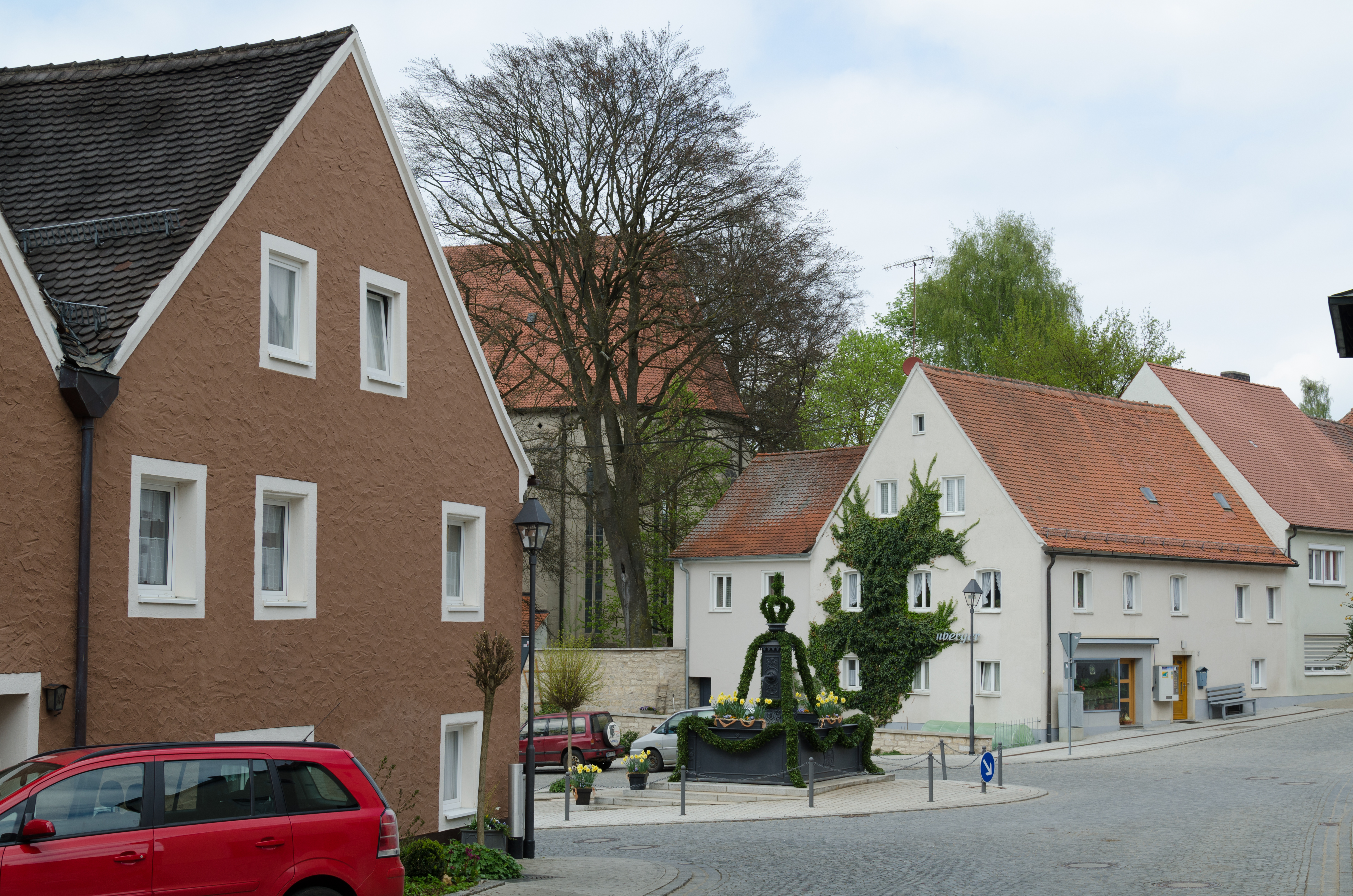
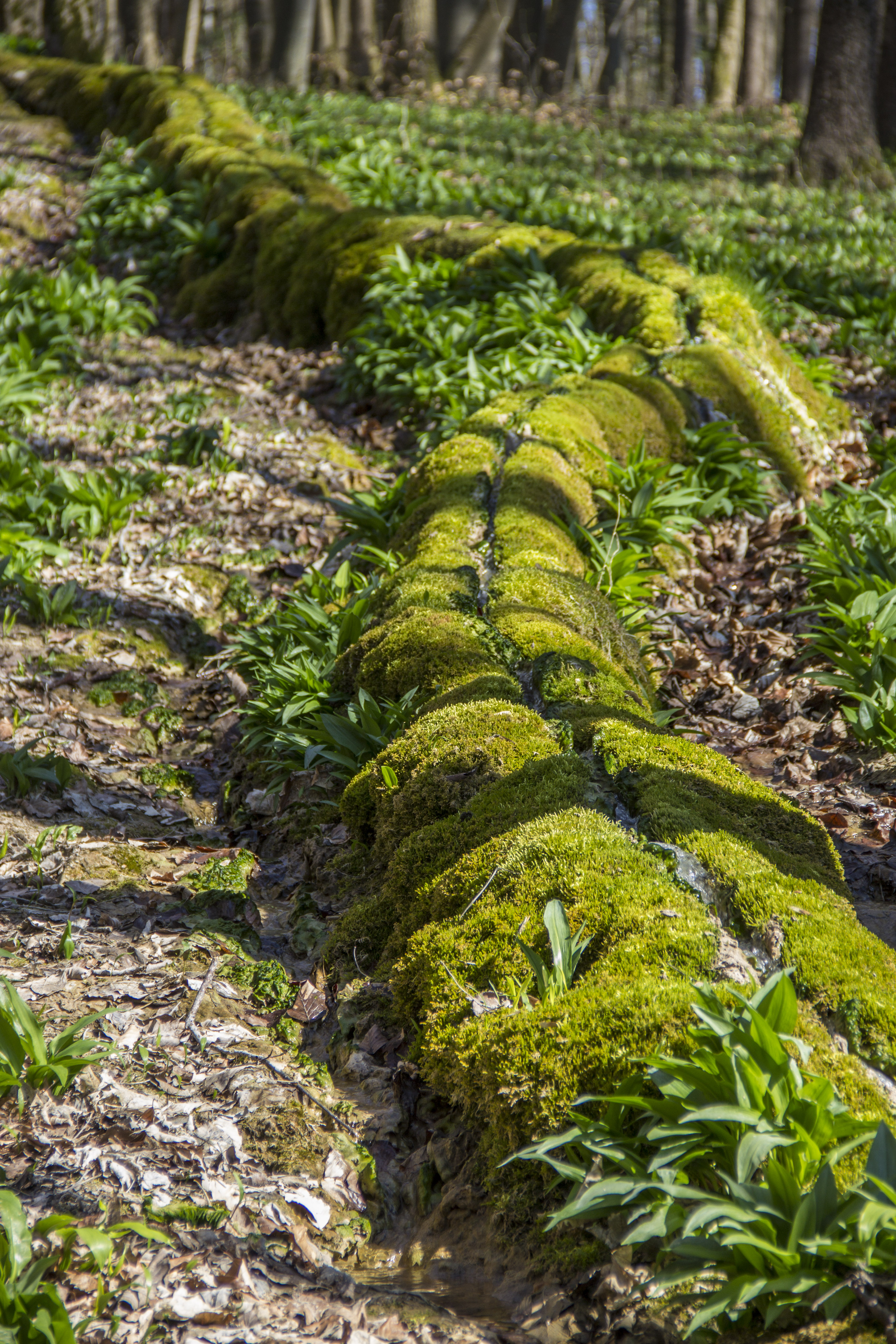
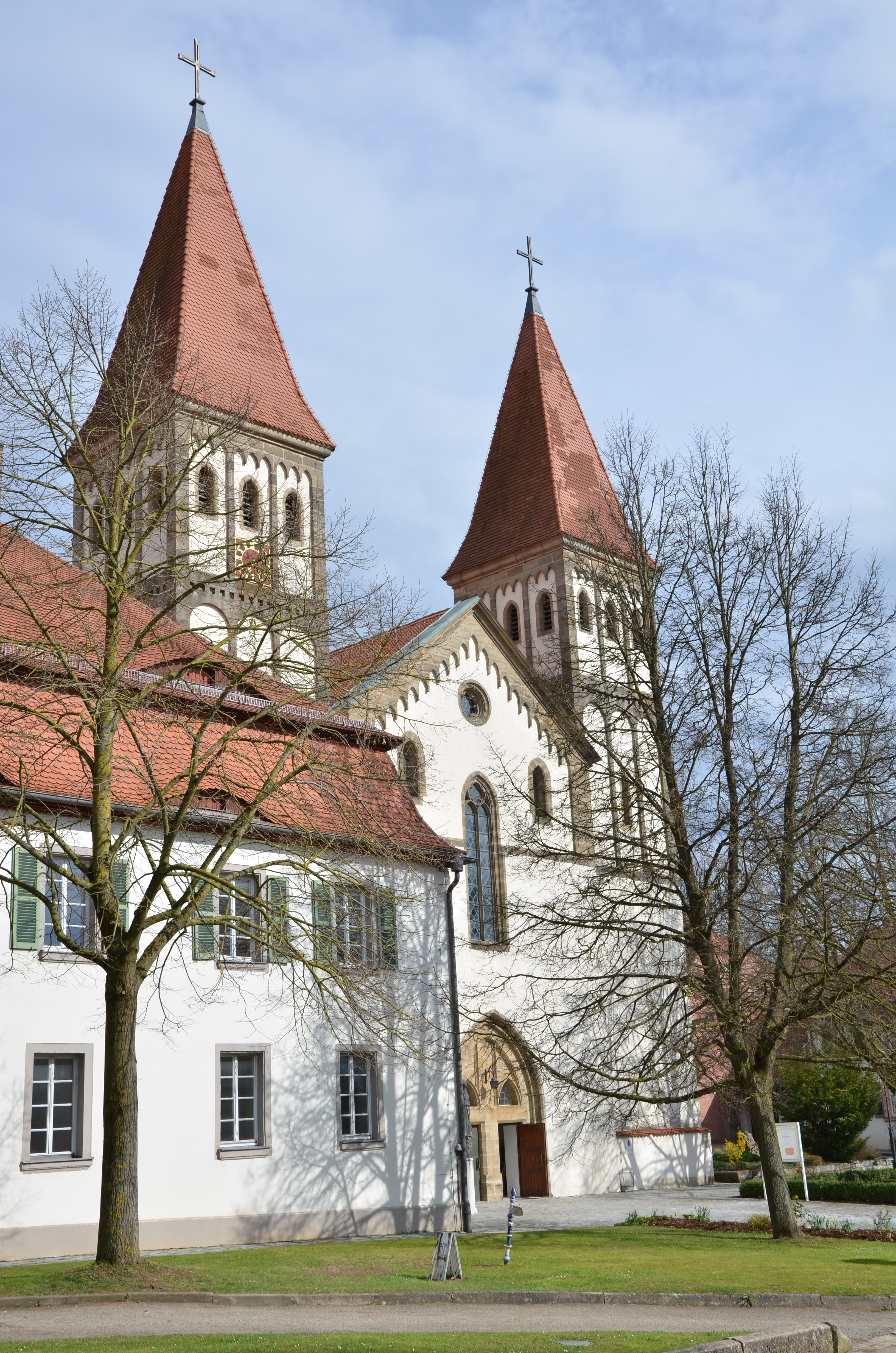